# Санкт-Петербургский Императорский яхт-клуб

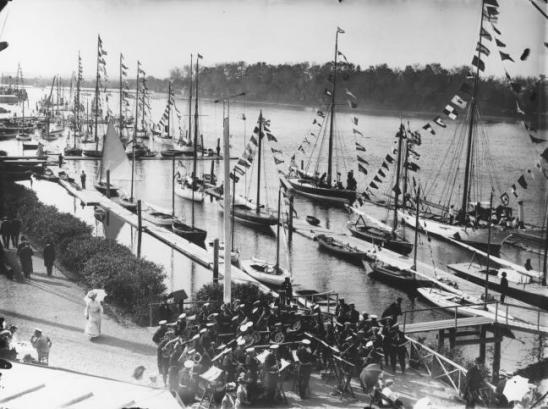
Императорский яхт-клуб в дни празднования 200-летия Санкт-Петербурга. Фото К. К. Буллы. Май, 1903

Санкт-Петербургский Императорский яхт-клуб был открыт 1 мая 1846 года по инициативе и при деятельном участии князя А. Я. Лобанова-Ростовского, избранного первым командором яхт-клуба.

## История
Располагался в доме 31 по Большой Морской улице, в Санкт-Петербурге. Членами яхт-клуба были великие князья, придворные, дипломаты, высокопоставленные чиновники и гвардейские офицеры. В определённый период существования яхт-клуба был лимит на общее число его членов — не более 125-ти. По воспоминаниям директора императорских театров В. А. Теляковского, яхт-клуб затмевал «своим блеском, пышностью и влиянием все решительно клубы в России». Члены императорской фамилии и представители дипломатического корпуса принимались в яхт-клуб без баллотировки, но для остальных кандидатов существовала самая строгая фильтрация, никогда не практиковавшаяся в других клубах: один чёрный шар уничтожал пять белых, причем среди посетителей яхт-клуба были такие члены, которые всегда и всем клали черные шары. Как отмечал Теляковский, в клубе можно было узнать все самые последние новости придворные, служебные, общественные и политические, до театральных, включительно. В 1917 году клуб прекратил своё существование.

## Командоры яхт-клуба

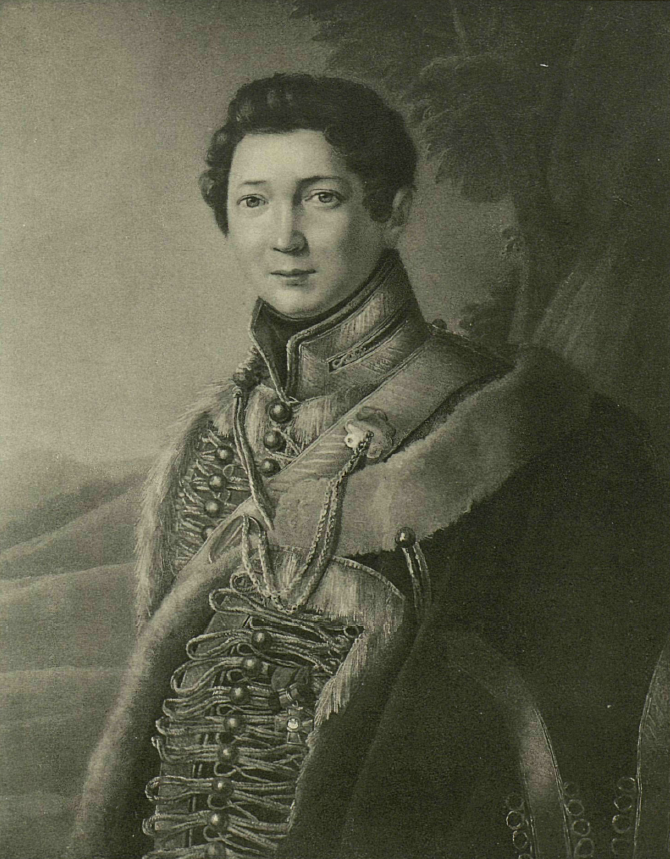
Князь А. Я. Лобанов-Ростовский — первый командор яхт-клуба

- Князь А. Я. Лобанов-Ростовский (1846 — дек. 1858);
- Атрыганьев Михаил Васильевич — вице-командор;
- граф И. А. Рибопьер (сын графа А. И. Рибопьера) (1866);
- граф И. И. Воронцов-Дашков (1891);
- П. А. Черевин (1895);
- барон В. Б. Фредерикс (1903—1912).

## Адрес
Санкт-Петербург, Малая Морская улица
В настоящее время (2017) на территории Императорского Яхт-клуба располагается одноимённый элитный комплекс резиденций.